# 建築協定
建築協定（けんちくきょうてい）とは、一般に地権者間、あるいは地権者と建設業者等の間でかわされる建築に関する協定のことである。ただし日本では、建築基準法第69条などに定義される建築協定を指す。以下の記述は、日本の建築協定についてである。

## 概要
建築協定とは、日本の建築基準法第69条などに基づくもので、建築における最低基準を定める建築基準法では満たすことのできない地域の要求に対応するものである。建築基準法で定められた基準に上乗せすることができる。
建築協定には大きく分けて合意協定と一人（いちにん）協定がある。合意協定は、土地の所有者等が合意して得られる協定であり、既存宅地などでよく見られる。一人協定は、土地所有者が一人の場合である。これは、開発業者等が、分譲後の住環境を維持するためなどの理由で協定を予め設定する。一人協定の場合、認可の日から3年以内に2人以上の土地所有者等が存することとなった時から効力が生じる。
建築協定の特徴として、運営委員会の存在がある。地権者らによって構成される運営委員会は、協定地域内に起こる建築行為に対して審査を行うことができる。これは、合意を結んだ土地所有者が土地を手放し別のものが建築行為を行う場合でも同様である。
建築協定には有効期間がある。協定で自動更新にすることも可能であるが、そうでない場合、再び土地所有者等の合意を得なければならない。このため、更新を経るごとに区画数が減ることも多く、課題となっている。
工業団地、商業地域においては、工場・商店跡地を住宅に使用することを制限する目的でも使用されている。

## 歴史
建築協定は、1950年に建築基準法が策定された当初から盛り込まれた制度である。策定前は、3分の2以上の合意により認可されうるものと予定されていたが、建築の自由を損なうものであるという議論がなされ、全員合意に変更された。また、協定は立法的性格を持つため、地方自治権を犯すものと議論されたため、地方自治体の条例を必要とすることになった。
1967年に横浜市で新規開発地の建築協定として全国で初めての「上飯田モデル住宅地区建築協定」が認可され、1972年に横浜市で全国で初めての地元発意の事例といわれる「美しが丘個人住宅会建築協定」が認可された。1976年の建築基準法の改正により「一人協定」が導入され、新規開発地での建築協定認可が容易になった。また、1996年には将来的に建築協定区域の一部となることを希望する「建築協定区域隣接地」が導入された。
建築協定の件数は、1970年頃まではほとんどなかったが、その後の横浜市等の宅地開発で新住宅地に多く採用されるようになった。近年は一人協定は減る一方で、本来の目的である合意協定が増えつつあり、両者の認可件数はほぼ同数になっている。最近は日本全国で毎年150件程度認可されている。

## 規制項目
敷地分割禁止、最低敷地面積の制限、地盤高の変更禁止、区画一戸建てなど
位置建築物の壁面から敷地境界や道路境界までの距離の制限
構造木造に限る、耐火構造など
用途専用住宅に限る、共同住宅の禁止、兼用住宅の制限など
形態階数の制限、高さの制限、建ぺい率や容積率の制限など
意匠色彩の制限、屋根形状の制限、看板など広告物の制限など
建築設備屋上温水設備の禁止、アマチュア無線アンテナの禁止など

## 違反
違反者がでた場合、運営委員会は違反工事の停止や是正措置を請求する。それでも改善されない時は、裁判所に提訴するなどの措置がとられることになる。